# Ampelisca uncinata
Ampelisca uncinata is een vlokreeftensoort uit de familie van de Ampeliscidae. De wetenschappelijke naam van de soort is voor het eerst geldig gepubliceerd in 1887 door Chevreux.